# Гран-при Австралии 2020 года
Гран-при Австралии 2020 года (официально англ. Formula 1 Rolex Australian Grand Prix 2020) — отменённая автогонка, несостоявшийся первый этап чемпионата мира Формулы-1 сезона 2020 года, который должен был пройти 15 марта на трассе Альберт-Парк в Мельбурне, Австралия. Это должен был быть 1-й этап сезона 2020 года, 85-й Гран-при Австралии в истории — 36-й в рамках чемпионатов Формулы-1 и 25-й на трассе Альберт-Парк.

## Предыстория
Гран-при Австралии официально должен был начать новый сезон и стать первой из двадцати двух гонок чемпионата мира Формулы-1 2020 года. В 2019 году в Париже на заседании мирового совета по автоспорту FIA утвердили календарь на 2020 года. Гонка должна была состояться 15 марта 2020 года на трассе длиной 5303 м на 58 кругах в Альберт-Парке в Мельбурне.

### Составы команд
В новом сезоне выступят десять команд, в составе которых по два гонщика. Scuderia Alpha Tauri должна была дебютировать в качестве новой команды конструктора, ранее выступавшего под именем Scuderia Toro Rosso. Эстебан Окон должен был вернуться в чемпионат в качестве боевого гонщика, заменив Нико Хюлькенберга в Renault. Николас Латифи должен был стать боевым гонщиком в дебютной гонке 2020 года за команду Уильямс, заменив ушедшего в Alfa Romeo Роберта Кубицу. В Мельбурне команда Ferrari должна была убрать надпись титульного спонсора Миссия Winnow со своего автомобиля, поскольку она не соответствовала местным законам, регулирующим рекламу табачных изделий.

## Влияние пандемии COVID-19 на мировой спорт
За несколько недель до старта нового сезона несколько крупных спортивных соревнований по всему миру были отменены или перенесены из-за вспыхнувшей пандемии коронавирусной инфекции COVID-19.
В моторно-спортивном мире были отменены или перенесены множество соревнований гоночных серий. В автоспорте: Формула-1, её гонки поддержки Формула-2 и Формула-3, гонки электрической формулы Формула E, женской Серии W, этапы гонок чемпионата мира в автогонках на выносливость и чемпионата мира по ралли, заокеанской серии Индикар и другие. В мотоспорте: отложили этапы в гонках чемпионата мира по шоссейно-кольцевым мотогонкам и чемпионата мира по супербайку, их младших серий и другие. Также были отложены гонки водно-моторной Формулы-1.

### Отмена гонки
Департамент здравоохранения штата Виктория объявил, что Гран-при Австралии пройдёт, как и планировалось, но в Ferrari и Alpha Tauri выразили озабоченность, поскольку обе команды базируются в Италии, стране которая приняла на себя одну из самых страшных вспышек вируса за пределами Китая. Поскольку австралийское правительство могло ввести запрет на поездки из Италии, как это было сделано в отношении Китая, Ирана и Южной Кореи, Ferrari и Alpha Tauri были обеспокоены что их сотрудники не смогут попасть в страну так как во первых в Италии ввели карантинную зону, установленную на севере страны, а во вторых их бы просто не пустили в Австралию. Росс Браун, исполнительный директор по автоспорту Formula One Group, объявил, что Гран-при будет отменён если команды не смогут въехать в принимающую страну, но добавил, что гонка может состояться и без некоторых конюшен, если они добровольно решат не приезжать на место проведения Гран-при. Организаторы Гран-при Бахрейна 2020 года, который должен состояться через неделю после австралийской гонки, объявили, что гонка пройдёт без зрителей, им не будет разрешено присутствовать на этом мероприятии во избежания массового заражения. Организаторы Гран-при Австралии отказались от столь кардинальных мер, и вместо этого предпочли свести к минимуму контакты между зрителями и конюшнями. Эти же правила также были применены к местным гонкам поддержки Чемпионату суперкаров, Чемпионату Австралии S5000 и TCR туринг серия Австралии.
По прибытии в Мельбурн пять сотрудников команд — четверо из Haas и один из McLaren — были помещены в карантин, когда у них появились симптомы, похожие на грипп. После того как у одного из членов команды McLaren результат теста оказался положительным, командой было принято решение сняться с гонки. Позже один из фотографов Формулы-1 также попал в карантин.
Премьер-министр штата Виктория Дэниел Эндрюс был подвергнут критике за то, что позволил проведение Гран-при, на что он ответил, что отмена гонки была бы непропорциональной реакцией на советы, которые были даны правительству штата.
Гонщики Формулы-1 Льюис Хэмилтон и Кими Райкконен также критически отнеслись к решению провести гонку, сославшись на то, что в целях безопасности Национальная баскетбольная ассоциация даже приостановила на неопределённый срок сезон 2019/2020 годов. Дэниел Эндрюс объявил, что зрителям будет запрещено присутствовать на Гран-при если гонка всё же состоится. 13 марта было приняло решение отменить Гран-при Австралии, который должен был пройти 15 марта: руководство Формулы-1 и местные власти провели несколько совещаний, после чего команды чемпионата большинством голосов решили не проводить Гран-при. Впоследствии выяснилось, что только три команды Red Bull Racing, их сестринская команда Scuderia Alpha Tauri и Racing Point были готовы соревноваться, если гонку всё же решат провести. После отмены Гран-при ещё четырнадцать членов команды из McLaren были помещены в карантин. Исполнительный директор Формулы-1 Росс Браун заявил о намерении FIA перенести Гран-при Австралии на более поздний срок в этом году.

## Комментарии
1. ↑  Правительство Австралии ввело запрет на поездки в Италию 11 марта после того, как команды и их персонал покинули страну и отправились в Мельбурн.